# Homothraulus
Homothraulus is een geslacht van haften (Ephemeroptera) uit de familie Leptophlebiidae.

## Soorten
Het geslacht Homothraulus omvat de volgende soorten:
- Homothraulus larensis
- Homothraulus lucretiae
- Homothraulus missionensis